# NGC 2572
NGC 2572 ist eine Spiralgalaxie mit aktivem Galaxienkern vom Hubble-Typ Sa im Sternbild Krebs an der Ekliptik. Sie ist schätzungsweise 353 Millionen Lichtjahre von der Milchstraße entfernt und hat einen Durchmesser von etwa 135.000 Lichtjahren.
Im selben Himmelsareal befinden sich u. a. die Galaxien IC 2307, IC 2308 und IC 2329.
Das Objekt wurde am 2. Februar 1877 von Édouard Stephan entdeckt.